# Список терактов-самоубийств против граждан Израиля
Список терактов-самоубийств против граждан Израиля
В данном перечне не учтены теракты, когда террористы закладывали взрывные устройства в людных местах, расстреливали израильтян, подрывали автомобили, начинённые взрывчаткой, совершали нападения с использованием холодного оружия и т. д. Только «живые бомбы». Также не включены в список теракты-самоубийства, которые не привели к гибели других людей.

## 1980-е
| дата           | место            | акция                                                   | пострадавшие                                  | организация |
| -------------- | ---------------- | ------------------------------------------------------- | --------------------------------------------- | ----------- |
| 3 октября 1980 | Париж, Франция   | Взрыв террориста-смертника в синагоге.                  | 4 погибших, 20 ранено                         |             |
| 11 ноября 1982 | Тир, Южный Ливан | Взрыв террористом-смертником заминированного грузовика. | 40 погибших, из которых 25 израильских солдат |             |
| 6 декабря 1983 | Иерусалим        | взрыв террориста-смертника в автобусе № 18.             | 6 погибших, 46 ранено                         |             |
| 4 ноября 1983  | Тир, Южный Ливан | Взрыв террористом-смертником заминированного грузовика. | 60 погибших, из которых 28 израильских солдат |             |

## 1990-е

### 1991 год
| дата         | место     | акция                       | пострадавшие                                  | организация |
| ------------ | --------- | --------------------------- | --------------------------------------------- | ----------- |
| 28 июля 1991 | Тель-Авив | Взрыв террориста-смертника. | 1 погибший (гражданин Канады Марни Кимельман) | Хамас       |

### 1994 год
| дата            | место                     | акция                                                                                         | пострадавшие                                         | организация                  |
| --------------- | ------------------------- | --------------------------------------------------------------------------------------------- | ---------------------------------------------------- | ---------------------------- |
| 6 апреля 1994   | Афула                     | Террорист-смертник направил автомобиль, начинённый взрывчаткой, в автобус, полный пассажиров. | 8 погибших                                           | Хамас                        |
| 13 апреля 1994  | Хадера                    | Взрыв террориста-смертника в автобусе на Центральной автобусной станции.                      | 5 погибших                                           | Хамас                        |
| 18 июля 1994    | Буэнос-Айрес, Аргентина   | взрыв террориста-смертника в Еврейском культурном центре в Буэнос-Айресе.                     | 86 человек погибли.                                  | Хизбалла, «Исламский Джихад» |
| октябрь 1994    | Иерусалим                 | Взрыв террориста-смертника                                                                    | 23 погибших                                          | «Исламский джихад»           |
| 19 октября 1994 | Тель-Авив                 | Взрыв террориста-смертника в автобусе маршрута № 5 на улице Дизенгоф.                         | 22 погибших (в том числе один гражданин Нидерландов) | Хамас                        |
| 11 ноября 1994  | КПП Нецарим (сектор Газа) | Взрыв террориста-смертника, подъехавшего к блок-посту на мотоцикле.                           | 3 погибших (солдаты)                                 | «Исламский джихад»           |

### 1995 год
| дата            | место                                    | акция                                                                             | пострадавшие                                               | организация                                                                                      |
| --------------- | ---------------------------------------- | --------------------------------------------------------------------------------- | ---------------------------------------------------------- | ------------------------------------------------------------------------------------------------ |
| 22 января 1995  | Нетания                                  | Взрыв террориста-смертника на Центральной автобусной станции                      | 19 погибших, 65 ранено                                     | «Исламский джихад»                                                                               |
| 22 января 1995  | перекрёсток Бейт-Лид недалеко от Нетании | Теракт на перекрёстке Бейт-Лид: взрывы один за другим двух террористов-смертников | 21 погибший (большинство солдаты), 69 ранено (15 — тяжело) | «Исламский джихад» и Хамас                                                                       |
| 19 мая 1995     | Иерусалим                                | Взрыв террориста-смертника в автобусе.                                            |                                                            | Хамас                                                                                            |
| 24 июля 1995    | Рамат-Ган                                | Взрыв террориста-смертника в автобусе маршрута № 20.                              | 6 погибших                                                 | «Исламский джихад» или Хамас                                                                     |
| 21 августа 1995 | Иерусалим                                | Взрыв террориста-смертника в автобусе маршрута № 26.                              | 4 погибших (в том числе один гражданин США)                | Все палестинские исламские террористические организации взяли на себя ответственность за теракт. |

### 1996 год
| дата            | место     | акция                                                                                 | пострадавшие                  | организация                  |
| --------------- | --------- | ------------------------------------------------------------------------------------- | ----------------------------- | ---------------------------- |
| 25 февраля 1996 | Иерусалим | взрыв террористов-смертников в автобусе маршрута № 18 около Центрального автовокзала. | 26 погибших                   | Хамас                        |
| 25 февраля 1996 | Ашкелон   | Взрыв террориста-смертника на автобусной остановке.                                   | 1 погибший                    | Хамас                        |
| 3 марта 1996    | Иерусалим | взрыв террористов-смертников в автобусе маршрута № 18 на улице Яффо                   | 19 погибших                   | Хамас                        |
| 4 марта 1996    | Тель-Авив | Взрыв террориста-смертника в торговом центре им. Дизенгофа во время праздника Пурим   | 13 погибших, более 125 ранено | «Исламский джихад» или Хамас |
| 21 марта 1996   | Тель-Авив | взрыв террориста-смертника в кафе.                                                    | 3 погибших, 48 ранено         | Хамас                        |

### 1997 год
| дата            | место                               | акция                                                                                            | пострадавшие            | организация        |
| --------------- | ----------------------------------- | ------------------------------------------------------------------------------------------------ | ----------------------- | ------------------ |
| 21 марта 1997   | Тель-Авив                           | Взрыв террориста-смертника в кафе «Апропо».                                                      | 3 погибших, 48 ранено   | Хамас              |
| 30 июля 1997    | Иерусалим                           | Два последовательных взрыва террористов-смертников на иерусалимском рынке «Махане-Иехуда»        | 16 погибших, 178 ранено | Хамас              |
| 4 сентября 1997 | Иерусалим                           | три последовательных взрыва террористов-смертников на улице Бен-Иехуда                           | 8 погибших, 170 ранено  | Хамас              |
| 29 октября 1998 | недалеко от Кфар Даром, сектор Газа | Армейский джип, сопровождавший автобус с 40 студентами, был атакован заминированным автомобилем. | 1 погибший              | «Исламский джихад» |

## 2000-е («интифада Аль-Аксы»)

### 2000—2001 гг.
| дата            | место                | акция | пострадавшие | организация                                                                                             |
| --------------- | -------------------- | --- | --- | --- |
| 2 ноября 2000   | Иерусалим            | Взрыв террористом-смертником заминированного автомобиля около рынка «Махане Иехуда». | 2 погибших, 10 ранено | «Исламский джихад»                                                                                      |
| 4 марта 2001    | Нетания              | взрыв террориста-смертника | 3 погибших, 90 ранено | Хамас                                                                                                   |
| 28 марта 2001   | Кфар-Саба            | взрыв террориста-смертника в толпе туристов-школьников на заправочной станции Мифгаш Шалом. | 2 погибших (подростки), 4 ранено                                                                                          | Хамас                                                                                                   |
| 21 апреля 2001  | Кфар-Саба            | Взрыв террориста-смертника на автобусной остановке. | 1 погибший, 60 ранено | «Исламский джихад» и Хамас                                                                              |
| 18 мая 2001     | Нетания              | Взрыв террориста-смертника на входе в торговый центр «Ха-Шарон» | 5 погибших, более 100 ранено                                                                                              | Хамас                                                                                                   |
| 25 мая 2001     | Хадера               | Взрыв террористами-смертниками заминированного автомобиля около Центральной автобусной станции. | 65 человек ранено | «Исламский джихад» и Хамас                                                                              |
| 1 июня 2001     | Тель-Авив            | взрыв террориста-смертника в толпе подростков в дискотеке «Дольфи» | 21 погибший, 120 ранено; большая часть — дети в возрасте от 14 до 17 лет, в основном выходцы из бывшего Советского Союза. | Хамас в числе прочих организаций, взял на себя ответственность                                          |
| 16 июля 2001    | Биньямина            | взрыв террориста-смертника на автобусной остановке возле вокзала | 2 погибших, 11 ранено (3 тяжело)                                                                                          | «Исламский джихад» и Хамас                                                                              |
| 9 августа 2001  | Иерусалим            | Взрыв террориста-смертника в пиццерии «Сбарро» на улице Кинг Джордж. | 16 погибших (в том числе 7 детей)                                                                                         | «Исламский джихад» и Хамас                                                                              |
| 9 сентября 2001 | Нагария              | Взрыв террориста-смертника на вокзале. | 3 погибших, около 90 ранено                                                                                               | Хамас (араб-израильтянин)                                                                               |
| 7 октября 2001  | кибуц Шлухот         | Взрыв террориста-смертника на въезде в кибуц неподалёку от города Бейт-Шеан. | 1 погибший | «Исламский джихад»                                                                                      |
| 29 ноября 2001  | перекрёсток Вади Ара | Взрыв террориста-смертника в автобусе маршрута № 823 неподалёку от города Хадера. | 3 погибших, 9 ранено | «Исламский джихад», Бригады мучеников Аль-Аксы (ФАТХ) и Хамас заявили, что террорист является их членом |
| 1 декабря 2001  | Иерусалим            | Взрывы двух террористов-смертников на исходе субботы в 23:30 на пешеходной улице Бен-Иехуда и через 20 минут взрыв заминированного автомобиля на улице Рав Кук. Автомобиль взорвался, когда работники специальной службы намеревались отбуксировать его на стоянку, поскольку он был припаркован в неположенном месте. | 12 погибших, более 180 ранено (17 в критическом состоянии)                                                                | Хамас или «Исламский джихад»                                                                            |
| 2 декабря 2001  | Хайфа                | Взрыв террориста-смертника в автобусе маршрута № 16, ещё один автобус получил повреждения от взрывной волны. | 15 погибших, более 60 ранено (состояние 15 из них критическое)                                                            | Хамас и «Исламский джихад»                                                                              |

### 2002 год
| дата             | место                             | акция | пострадавшие                                                   | организация                                                     |
| ---------------- | --------------------------------- | --- | -------------------------------------------------------------- | --------------------------------------------------------------- |
| 25 января 2002   | Тель-Авив                         | Взрыв террориста-смертника в кафе в районе старой Центральной автостанции                                                                                              | 26 человек ранены                                              | «Исламский джихад»                                              |
| 27 января 2002   | Иерусалим                         | Взрыв террористки-смертницы (первая женщина-смертница) с 10-килограммовым зарядом начинённой шурупами взрывчатки на улице Яффо.                                        | 1 человек погиб, более 150 ранено                              | Бригады мучеников Аль-Аксы (ФАТХ) или Хамас                     |
| 16 февраля 2002  | Карней-Шомрон, Самария            | Взрыв террориста-смертника в пиццерии торгового центра. | 3 погибших (подростки), около 30 ранено (6 серьёзно)           | НФОП                                                            |
| 18 февраля 2002  | шоссе Маале Адумим — Иерусалим    | Взрыв террориста-смертника. Остановившись якобы спросить о чём-то полицейского террорист привёл в действие взрывчатку в своём автомобиле.                              | 1 погибший (израильский полицейский, араб по национальности)   | Бригады мучеников Аль-Аксы (ФАТХ)                               |
| 27 февраля 2002  | Модиин                            | Теракт на КПП Маккабим. Взорвалась террористка-смертница | Ранены двое полицейских                                        |                                                                 |
| 2 марта 2002     | Иерусалим                         | Взрыв террориста-смертника в иешиве «Бейт Исраэль». Взрыв был произведён в толпе женщин с детьми ожидавших своих мужей у входа в синагогу.                             | 17 погибших, более 50 ранено                                   | Бригады мучеников Аль-Аксы (ФАТХ)                               |
| 5 марта 2002     | Афула                             | Взрыв террориста-смертника в автобусе маршрута № 823 на Центральной автобусной станции.                                                                                | 1 погибший, 19 ранено                                          | «Исламский джихад»                                              |
| 9 марта 2002     | Иерусалим                         | Взрыв террориста-смертника в кафе «Момент» на углу улиц Аза и Бен-Маймон.                                                                                              | 11 погибших, 54 ранено(из них 11 — тяжело)                     | Хамас                                                           |
| 20 марта 2002    | перекрёсток Мусмус, Вади Ара      | Взрыв террориста-смертника в автобусе маршрута № 823. | 7 погибших, 30 ранено                                          | «Исламский джихад»                                              |
| 21 марта 2002    | Иерусалим                         | Взрыв террориста-смертника среди толпы людей занимавшихся шопингом на улице Кинг Джордж.                                                                               | 3 погибших, 86 ранено                                          | Бригады мучеников Аль-Аксы (ФАТХ)                               |
| 27 марта 2002    | Нетания                           | Взрыв террориста-смертника в отеле «Парк» во время пасхального седера.                                                                                                 | 29 погибших, 144 раненых                                       | Хамас, «Исламский джихад» и «Бригады мучеников Аль-Аксы» (ФАТХ) |
| 29 марта 2002    | Иерусалим                         | Взрыв террористки-смертницы в супермаркете района Кирьят-Йовель. | 2 погибших, 28 ранено                                          | Бригады мучеников Аль-Аксы (ФАТХ)                               |
| 30 марта 2002    | Тель-Авив                         | Взрыв террориста-смертника в кафе на углу улиц Алленби и Бялик. | 1 погибший, 30 ранено                                          | Бригады мучеников Аль-Аксы (ФАТХ)                               |
| 31 марта 2002    | Хайфа                             | Взрыв террориста-смертника в арабском ресторане «Маца». | 15 погибших, 40 ранено                                         | Хамас                                                           |
| 1 апреля 2002    | КПП Иерусалим                     | Взрыв террориста-смертника в заминированном автомобиле при проверке на КПП на въезде в Иерусалим.                                                                      | погиб израильский полицейский                                  | Бригады мучеников Аль-Аксы (ФАТХ)                               |
| 10 апреля 2002   | перекрёсток Ягур, Хайфа           | Взрыв террориста-смертника в автобусе маршрута № 960. | 8 погибших, 22 ранено                                          | Хамас или «Исламский джихад»                                    |
| 12 апреля 2002   | Иерусалим                         | Взрыв террористки-смертницы на улице Яффо рядом с рынком Махане Иехуда.                                                                                                | 6 погибших, 104 ранено                                         | Бригады мучеников Аль-Аксы (ФАТХ)                               |
| 7 мая 2002       | Ришон ле-Цион                     | Взрыв террориста-смертника в бильярдном клубе. | 16 погибших, более 60 ранено (20 — в критическом состоянии)    | Хамас и «Исламский джихад»                                      |
| 19 мая 2002      | Нетания                           | Взрыв террориста-смертника, одетого в форму израильского солдата, на городском рынке.                                                                                  | 3 погибших, 59 ранено (10 серьёзно)                            | НФОП и Хамас                                                    |
| 22 мая 2002      | Ришон Ле-Цион                     | Взрыв террориста-смертника на бульваре Ротшильда. | 2 погибших, около 40 ранено (4 тяжело, среди них — двое детей) | Бригады мучеников Аль-Аксы (ФАТХ) или Хамас                     |
| 27 мая 2002      | Петах-Тиква                       | Взрыв террориста-смертника рядом с лотком мороженого на входе в торговый центр.                                                                                        | 2 погибших (пожилая женщина с внучкой), 37 ранено              | Бригады мучеников Аль-Аксы (ФАТХ)                               |
| 5 июня 2002      | перекрёсток Меггидо               | Взрыв террористом-смертником машины, начинённой большим количеством взрывчатки, рядом с автобусом маршрута № 830.                                                      | 17 погибших, 38 ранено                                         | «Исламский джихад»                                              |
| 11 июня 2002     | Герцлия                           | Взрыв террориста-смертника в закусочной на улице Соколова. | 1 погибшая (14-летняя девочка), 15 человек ранено              | Хамас                                                           |
| 18 июня 2002     | Иерусалим                         | Взрыв террориста-смертника в автобусе в автобусе маршрута № 32-А на перекрёстке Патт.                                                                                  | 19 погибших, 74 ранено                                         | Хамас                                                           |
| 19 июня 2002     | Иерусалим                         | Взрыв террориста-смертника на автобусной остановке на перекрёстке Гива Царфатит.                                                                                       | 10 погибших, 50 ранено                                         | Бригады мучеников Аль-Аксы (ФАТХ)                               |
| 17 июля 2002     | Тель-Авив                         | Взрывы двух террористов-смертников на улице Неве Шаанан (Южный Тель-Авив).                                                                                             | 5 погибших, более 40 ранено                                    | Хамас или «Исламский джихад»                                    |
| 31 июля 2002     | Иерусалим                         | Взрыв террориста-смертника в студенческом кафетерии «Франк Синатра» (Еврейский университет).                                                                           | 9 погибших (включая граждан Франции и США), 85 ранено          | Хамас (араб-израильтянин)                                       |
| 4 августа 2002   | перекрёсток Мерон (Цфат)          | взрыв террориста-смертника в автобусе маршрута № 361. | 9 погибших, около 50 ранено                                    | Хамас (араб-израильтянин)                                       |
| 18 сентября 2002 | перекрёсток Ум Эль-Фахм, Вади Ара | взрыв террориста-смертника | 1 погибший (полицейский), 2 ранено                             | «Исламский джихад»                                              |
| 19 сентября 2002 | Тель-Авив                         | Взрыв террориста-смертника в автобусе маршрута № 4 на улице Алленби рядом с Главной синагогой.                                                                         | 6 погибших, более 70 ранено                                    | Хамас                                                           |
| 10 октября 2002  | перекрёсток Бар-Илан              | Взрыв террориста-смертника рядом с автобусом на автобусной остановке возле Университета Бар-Илан.                                                                      | 1 погибшая, около 30 ранено                                    | Хамас                                                           |
| 21 октября 2002  | перекрёсток Каркур, Вади Ара      | Взрыв террористами-смертниками машины, начинённой большим количеством взрывчатки (около 100 кг), около автобуса маршрута № 841.                                        | 14 погибших, около 60 ранено                                   | «Исламский джихад»                                              |
| 27 октября 2002  | Ариэль                            | Взрыв террориста-смертника на заправке у въезда в город Ариэль. Взрыв произошёл в момент когда увидев пояс смертника на террористе солдаты и офицер бросились на него. | 3 военнослужащих погибли, около 20 человек ранено              | Хамас                                                           |
| 4 ноября 2002    | Кфар-Саба                         | Взрыв террориста-смертника у входа в торговый центр, при попытке проникнуть внутрь.                                                                                    | 2 погибших (охранник и подросток), около 70 ранено             | «Исламский джихад»                                              |
| 21 ноября 2002   | Иерусалим                         | Взрыв террориста-смертника в автобусе маршрута № 20 на улице Мексико (район Кирьят Менахем). Автобус был полон школьниками ехавшими на учёбу.                          | 17 погибших, около 50 ранено (в основном школьники)            | Хамас                                                           |
| 28 ноября 2002   | Малинди, Кения                    | Взрыв террориста-смертника и начиненного взрывчаткой автомобиля в холле отеля «Парадайз Момбаса».                                                                      | 12 погибших: 9 — кенийцы и трое — граждане Израиля.            |                                                                 |

### 2003 год
| дата            | место                        | акция | пострадавшие                                                             | организация                                                                         |
| --------------- | ---------------------------- | --- | ------------------------------------------------------------------------ | ----------------------------------------------------------------------------------- |
| 5 января 2003   | Тель-Авив                    | Теракт на старой центральной автобусной станции Тель-Авива.                                                                                               | 23-26 погибших, более 120 ранено                                         | «Исламский джихад» и Бригады мучеников Аль-Аксы (ФАТХ)                              |
| 5 марта 2003    | Хайфа                        | Взрыв террориста-смертника в автобусе маршрута № 37 на улице Мориа (район Кармелия).                                                                      | 17 погибших, 53 ранено                                                   | боевик Хамас, организация, однако, официально не взяла ответственность за теракт    |
| 30 марта 2003   | Нетания                      | Террорист-самоубийца взорвался в кафе «Лондон» | Пять человек получили тяжелые ранения                                    | «Исламский джихад»                                                                  |
| 24 апреля 2003  | Кфар-Саба                    | Взрыв террориста-смертника у здания железнодорожного вокзала.                                                                                             | 1 погибший (охранник), 13 ранено (2 серьёзно)                            | НФОП и Бригады мучеников аль-Аксы (ФАТХ)                                            |
| 30 апреля 2003  | Тель-Авив                    | Взрыв террориста-смертника в баре «Mike’s Place» на набережной.                                                                                           | 3 погибших, около 60 ранено                                              | Хамас (боевики — британские граждане пакистанского происхождения) и «Танзим» (ФАТХ) |
| 17 мая 2003     | Хеврон, Иудея                | Взрыв террориста-смертника на площади им. Гросса. | 2 погибших (семейная пара)                                               | Хамас                                                                               |
| 18 мая 2003     | Иерусалим                    | Взрыв террориста-смертника в автобусе маршрута № 6 в районе Гива Царфатит.                                                                                | 7 погибших, около 20 ранено                                              | Хамас                                                                               |
| 19 мая 2003     | Афула                        | Взрыв террориста-смертника на входе в торговый центр «Амаким».                                                                                            | 3 погибших, около 70 ранено                                              | Хамас или «Исламский джихад» и Бригады мучеников Аль-Аксы (ФАТХ)                    |
| 19 мая 2003     | сектор Газа                  | Взрыв террориста-смертника с заминированным мотоциклом возле патрульного джипа неподалёку от поселения Кфар-Даром.                                        | 3 солдата ранено                                                         | Хамас                                                                               |
| 11 июня 2003    | Иерусалим                    | Взрыв террориста-смертника в автобусе маршрута № 14-A на улице Яффо                                                                                       | 17 погибших, более 100 ранено                                            | Хамас                                                                               |
| 19 июня 2003    | мошав Сде-Трумот             | Взрыв террориста-смертника в продуктовом магазине | 1 погибший                                                               | «Исламский джихад»                                                                  |
| 7 июля 2003     | мошав Кфар-Яавец             | Взрыв террориста-смертника в частном доме (по ошибке тот принял его за синагогу)                                                                          | 1 погибшая, 6 ранено                                                     | «Исламский джихад»                                                                  |
| 12 августа 2003 | Рош ха-Аин                   | Взрыв террориста-смертника в торговом центре. Большинство раненых пострадало от пожара, который охватил здание торгового комплекса сразу же после взрыва. | 1 погибший, 8 ранено (4 — тяжело)                                        | Бригады мучеников Аль-Аксы (ФАТХ)                                                   |
| 12 августа 2003 | Ариэль, Самария              | Взрыв террориста-смертника (подростка) на автобусной остановке.                                                                                           | 2 погибших (юноша и девушка), 3 ранено                                   | Хамас                                                                               |
| 19 августа 2003 | Иерусалим                    | Взрыв террориста-смертника в автобусе маршрута № 2, улица Шмуэль ха-Нави.                                                                                 | 23 погибших, более 130 ранено                                            | «Исламский джихад»                                                                  |
| 9 сентября 2003 | перекрёсток Црифин           | Взрыв террориста-смертника на автобусной остановке около военной базы Црифин рядом с больницей Асаф А-Рофе                                                | 9 солдат погибли, 30 человек ранено                                      | Хамас                                                                               |
| 9 сентября 2003 | Иерусалим                    | Взрыв террориста-смертника в кафе «Гилель» | 7 погибших, более 50 ранено                                              | Хамас                                                                               |
| 4 октября 2003  | Хайфа                        | Взрыв террористки-смертницы в ресторане «Максим». | 21 погибших (2 полных семьи — родители вместе с детьми), около 60 ранено | «Исламский джихад»                                                                  |
| 25 декабря 2003 | перекрёсток Гея, Петах-Тиква | Взрыв террориста-смертника на автобусной остановке. | 4 погибших, более 20 ранено                                              | НФОП                                                                                |

### 2004 год
| дата             | место                 | акция                                                                                         | пострадавшие                                                         | организация                               |
| ---------------- | --------------------- | --------------------------------------------------------------------------------------------- | -------------------------------------------------------------------- | ----------------------------------------- |
| 14 января 2004   | КПП Эрез, сектор Газа | Взрыв террористки-смертницы                                                                   | 4 погибших                                                           | Хамас и Бригады мучеников Аль-Аксы (ФАТХ) |
| 29 января 2004   | Иерусалим             | Взрыв террориста-смертника в автобусе маршрута № 19 на углу улиц Газа и Арлозоров             | 17 погибших, более 50 ранено                                         | Бригады мучеников Аль-Аксы (ФАТХ)         |
| 22 февраля 2004  | Иерусалим             | Взрыв террориста-смертника в автобусе маршрута № 14-А около «Ган а-Паамон» («Парка Колокола») | 8 погибших, более 60 ранено (из них — 11 школьников младших классов) | Бригады мучеников Аль-Аксы (ФАТХ)         |
| 14 марта 2004    | Ашдод                 | Взрывы двух террористов-смертников в порту.                                                   | 10 погибших, 16 ранено                                               | Хамас и Бригады мучеников Аль-Аксы (ФАТХ) |
| 17 апреля 2004   | КПП Эрез, сектор Газа | Взрыв террориста-смертника.                                                                   | 1 погибший, 3 ранено                                                 | Хамас и Бригады мучеников Аль-Аксы (ФАТХ) |
| 31 августа 2004  | Беер-Шева             | взрывы террористов-смертников в автобусах маршрутов № 7 и 12, центр города                    | 18 погибших                                                          | Хамас                                     |
| 22 сентября 2004 | Иерусалим             | Взрыв террористки-смертницы в районе Гива Царфатит                                            | 2 погибших, 16 раненых                                               | Бригады мучеников Аль-Аксы (ФАТХ)         |
| 1 ноября 2004    | Тель-Авив             | Взрыв террориста-смертника на рынке «Кармель» (Южный Тель-Авив).                              | 3 погибших, более 30 ранено                                          | НФОП                                      |
| 12 декабря 2004  | КПП Рафиах            | взрыв террориста-смертника                                                                    | 5 погибших                                                           |                                           |

### после 2005 года
| дата            | место                                              | акция                                                                      | пострадавшие                                        | организация                                                                 |
| --------------- | -------------------------------------------------- | -------------------------------------------------------------------------- | --------------------------------------------------- | --------------------------------------------------------------------------- |
| 18 января 2005  | КПП Гуш Катиф, сектор Газа                         | взрыв террориста-смертника                                                 | 4 погибших                                          | Хамас                                                                       |
| 14 января 2005  | КПП Эрез, сектор Газа                              | взрыв террористки-смертницы                                                | 4 погибших, 12 раненых                              | Хамас, «Исламский джихад» и Бригады мучеников Аль-Аксы (ФАТХ)               |
| 25 февраля 2005 | Тель-Авив                                          | взрыв террориста-смертника в клубе «Stage» на набережной                   | 5 погибших, 30 раненых                              | «Исламский джихад» и Бригады мучеников Аль-Аксы (ФАТХ), при помощи Хизболлы |
| 12 июля 2005    | Нетания                                            | Террорист-самоубийца взорвался возле торгового центра «Ха-Шарон»           | 5 погибших, 90 раненых                              | «Исламский джихад»                                                          |
| 28 августа 2005 | Беэр-Шева                                          | взрыв террориста-смертника на Центральной автобусной станции               | около 20 раненых из них двое в тяжелейшем состоянии | «Исламский джихад»                                                          |
| 26 октября 2005 | Хадера                                             | взрыв террориста-смертника на рынке                                        | 6 погибших, 55 раненых                              | «Исламский джихад»                                                          |
| 5 декабря 2005  | Нетания                                            | взрыв террориста-смертника                                                 | 5 человек погибло, 50 ранено                        | «Исламский джихад»                                                          |
| 29 декабря 2005 | КПП Джабара                                        | Взрыв двух террористов-смертников                                          | погибли израильтянин и двое палестинцев             | «Исламский джихад»                                                          |
| 19 января 2006  | Тель-Авив                                          | Взрыв террориста-смертника в районе старой Центральной автобусной станции. | 30 человек ранено                                   | Бригады мучеников Аль-Аксы (ФАТХ)                                           |
| 30 марта 2006   | Кдумим, Самария                                    | взрыв террориста-смертника                                                 | 4 погибших                                          | Бригады мучеников Аль-Аксы (ФАТХ)                                           |
| 17 апреля 2006  | Тель-Авив                                          | Взрыв террориста-смертника на старой Центральной автобусной станции.       | 11 погибших                                         | «Исламский джихад» и Бригады мучеников Аль-Аксы (ФАТХ)                      |
| 29 января 2007  | Эйлат                                              | взрыв террориста-смертника в кондитерской                                  | 3 погибших                                          | «Исламский джихад» и Бригады мучеников Аль-Аксы (ФАТХ)                      |
| 4 февраля 2008  | Димона                                             | Взрыв террориста-смертника.                                                | 1 погибшая, 9 ранено                                | НФОП и Бригады мучеников аль-Аксы (ФАТХ)                                    |
| 18 августа 2011 | В районе Эйлата и границы между Израилем и Египтом | Взрыв террориста-смертника.                                                | 1 погибший — водитель автобуса                      | Комитеты народного сопротивления и «Всемирный Джихад»                       |
| 18 апреля 2016  | Талпиот, юго-восточный Иерусалим                   | Взрыв террориста-смертника.                                                | 21 пострадавший                                     | ХАМАС                                                                       |